# تشو سو هيانج
تشو سو هيانج (بالكورية: 조수향)‏ هي ممثلة كورية جنوبية. ولدت يوم 21 يناير 1991 في سول في كوريا الجنوبية.

## روابط خارجية
- تشو سو هيانج على موقع IMDb (الإنجليزية)
- تشو سو هيانج على موقع ألو سيني (الفرنسية)
- تشو سو هيانج على موقع قاعدة بيانات الفيلم (الإنجليزية)
- تشو سو هيانج على موقع كينوبويسك (الروسية)